# Спет, Иван Иванович
Иван Иванович (Иоганн-Петер) Спет (нем. Iohann-Peter Speeth; 1772—1831) — немецкий архитектор, гравёр и художник.

## Биография
Петер Спет родился 29 ноября 1772 года в городе Мангейме в маркграфстве Баден. Первоначальное образование получил в Мюнхене, где отец его был придворным музыкантом. В двенадцатилетнем Спет потерял отца и отправился во Франкфурт-на-Майне на обучение к одному из своих дядей по матери, Георгу Веберу, известному в свое время архитектору. Под его руководством мальчик скоро показал такие выдающиеся успехи в области архитектуры, что уже на двадцатом году жизни ему поручили разработку плана и постройку большого дома на одной из лучших улиц Франкфурта. Эта первая работа Спета была выполнена настолько с полным знанием дела, что тотчас по ее окончании он получил чрезвычайно лестное для такого молодого архитектора предложение — составить планы предполагавшегося к постройке нового женского монастыря. Планы, по признанию специалистов, были разработаны блестяще, но в исполнение приведены они не были, так как к этому времени монастыри подверглись секуляризации. 

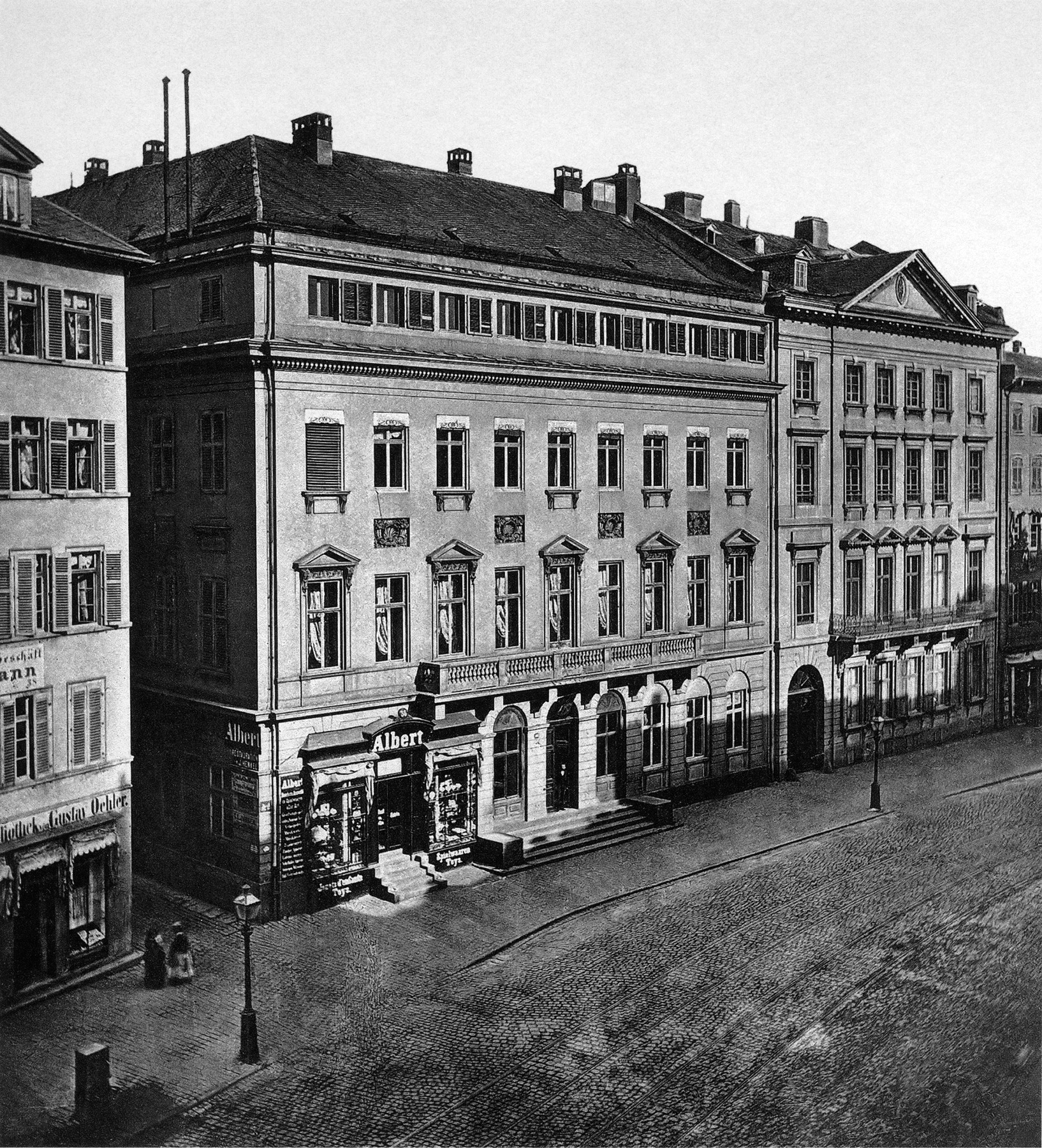
Одно из зданий во Франкфурте-на-Майне спроектированных Спетом
(фотограф Милиус, Карл Фридрих)

Несколько опечаленный этой неудачей, Иоганн-Петер Спет оставил Франкфурт и переселился в Гейдельберг, где с жаром набросился на изучение истории искусства вообще и своей специальности в частности, не оставляя в то же время и творческих работ. За этот период он создал целый ряд более или менее крупных рисунков карандашом и сепией, набросал и разработал несколько архитектурных проектов, большинство из которых было напечатано в «Ideemagasin» Baumgarten’а, и, что особенно важно, так как свидетельствует о его глубоких познаниях в истории архитектуры, — сделал ряд замечательно удачных и выдержанных по стилю рисунков для реставрировавшихся тогда известных руин Гейдельбергского замка. Относящийся к этому же времени его проект купален для курорта Schwalbach’а был удостоен высшей награды, а за другой проект — «Памятник павшим воинам», первый приз был разделен Спетом с историческим живописцем Kallianer’ом. 
В качестве придворного архитектора, место которого он вскоре получил сначала в Гейдельберге, а затем в Вюрцбурге, Иоганн-Петер Спет соорудил несколько правительственных зданий и реставрировал целый ряд старинных построек. Особенно деятельно работал он в Вюрцбурге, где построил также много частных домов и одновременно давал уроки рисования некоторым особам королевского дома. 
Наполеоновские войны упразднили существование Вюрцбурга как самостоятельной политической единицы, и П. Спет, лишившись места придворного архитектора, вынужден был некоторое время заниматься постройкой исключительно частных домов. 
В 1824 году Спет разработал проект моста через Дунай около Вены, но проект не был одобрен. 

В 1826 году Иоганн Петер Спет перешел на службу в Российскую империю, где его и стали называть Иваном Ивановичем. К этому времени в России началось некоторое оживление в области архитектуры, в особенности церковной, и чтобы поставить это дело на должную высоту, за отсутствием русских специалистов, были приглашены некоторые иностранцы. Рекомендованный графом Кочубеем императору Николаю I и графу Воронцову, Спет получил назначение бессарабского областного архитектора. На него возлагались широкие надежды в смысле обновления стиля воздвигающихся построек. Спет энергично принялся за работу, составил ряд планов, но осуществить ему удалось только один из них, и то не до конца, — постройку собора в Кишинёве, — так как в 1831 году он, находясь в Одессе, внезапно умер. 

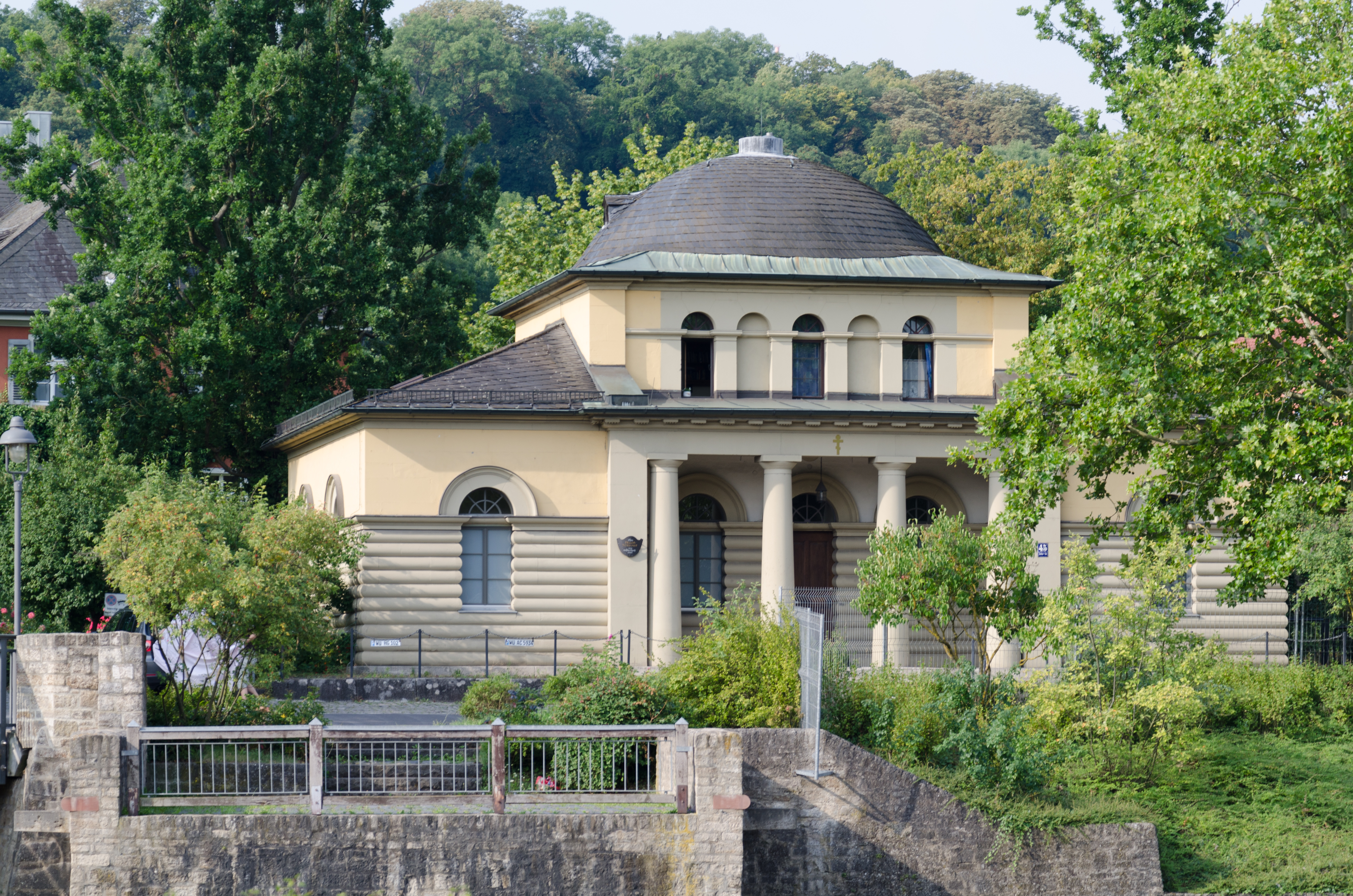
Кордегардия в Вюрцбурге (1814-24), ныне православная церковь Благовещения

Вся деятельность Спета совпала с периодом наполеоновских войн, когда, наряду с политическими переворотами, радикальный переворот совершался в Германии и в области архитектуры. Живя в переходную эпоху, Спет, как истинный сын своего времени, выработал своеобразный и оригинальный стиль, комбинацию старых форм с нарождающимися новыми, стиль без застывших очертаний, вечно меняющийся и обладающий всеми качествами памятников переходных эпох. К тому же на одаренного богатой фантазией Спета глубокое впечатление произвели Египетская экспедиция Наполеона и «Путешествия» Нибура и, под влиянием этого, в своем стиле, концептированном и без того из различных контрастов, он стал культивировать ещё и восточные формы. Импонирующее, величественное и обширное было любимейшей темой его творчества, и он с таким увлечением схватился за египетское зодчество именно потому, что нашел в нём все эти качества. 
Его рисунки обнаруживают несомненный художественный талант и великолепную перспективу. Из них наиболее известны:  «Портрет художника Георга Пфорре» (в профиль); 12 видов Гейдельбергского замка; Ландшафт с животными; «Две коровы» и «Всадник». Несколько его работ хранятся в Национальной галерее искусства.